# Charlotte Motor Speedway
Il Charlotte Motor Speedway è un circuito motoristico situato a Concord, nella Carolina del Nord. La pista venne riasfaltata nel 1987, nel 1995 e nel 2006. Ospita la prestigiosa Coca-Cola 600 (in precedenza World 600) della NASCAR, che si corre nel fine settimana del Memorial Day, poche ore dopo la 500 Miglia di Indianapolis.

## Storia
Dalla stagione 1960 a tutta la stagione 2011, il circuito ha ospitato 106 gare della NASCAR Sprint Cup Series (va ricordato che nella serie NASCAR i principali circuiti ospitano più di una gara a stagione). In particolare dal 1960 al 2011 si sono sempre disputate due gare, una "600 miglia" (World 600) ed una "500 miglia" (National 500). Anche nella stagione 2012 il circuito ospita una gara della NASCAR Sprint Cup Series; in precedenza l'ovale ha ospitato anche corse di Indy Racing League.

## Albo d'oro recente

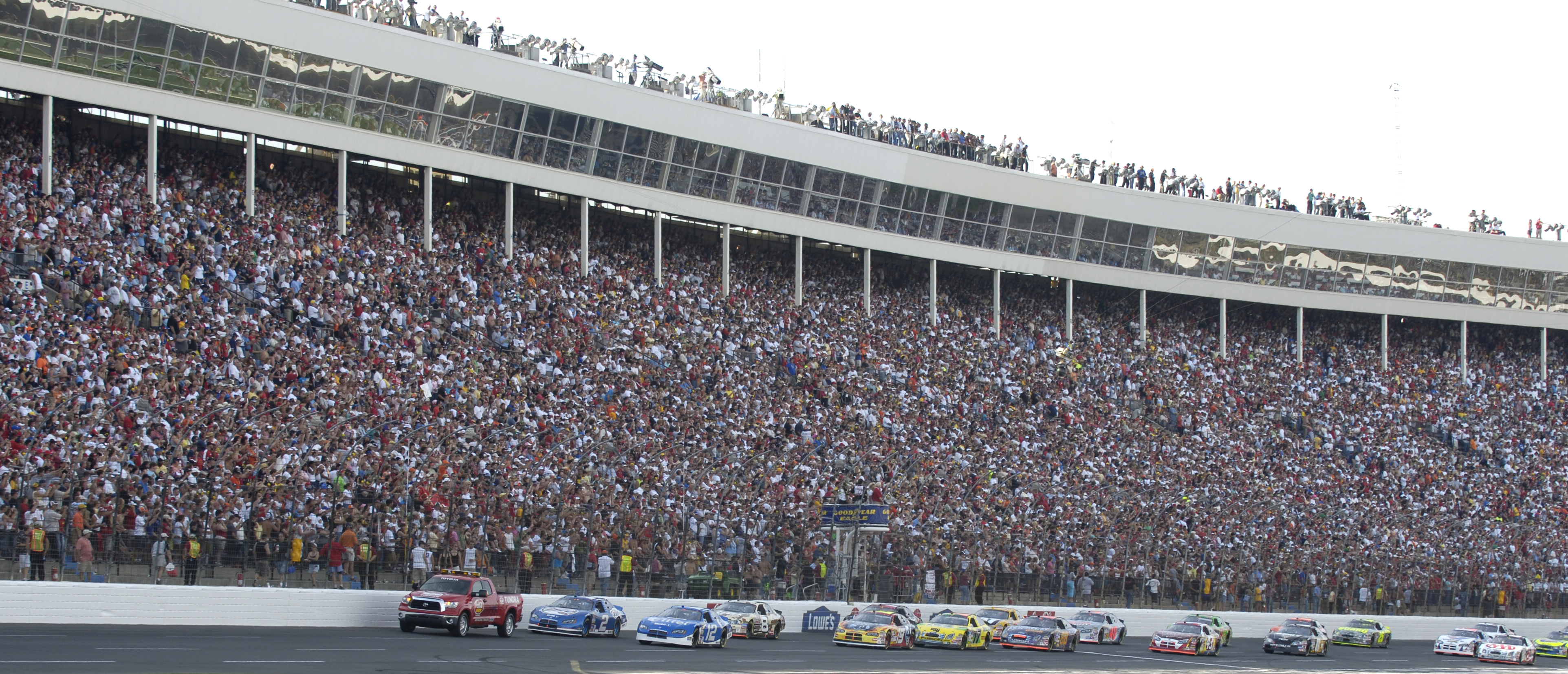
La Coca-Cola 600 del 2007

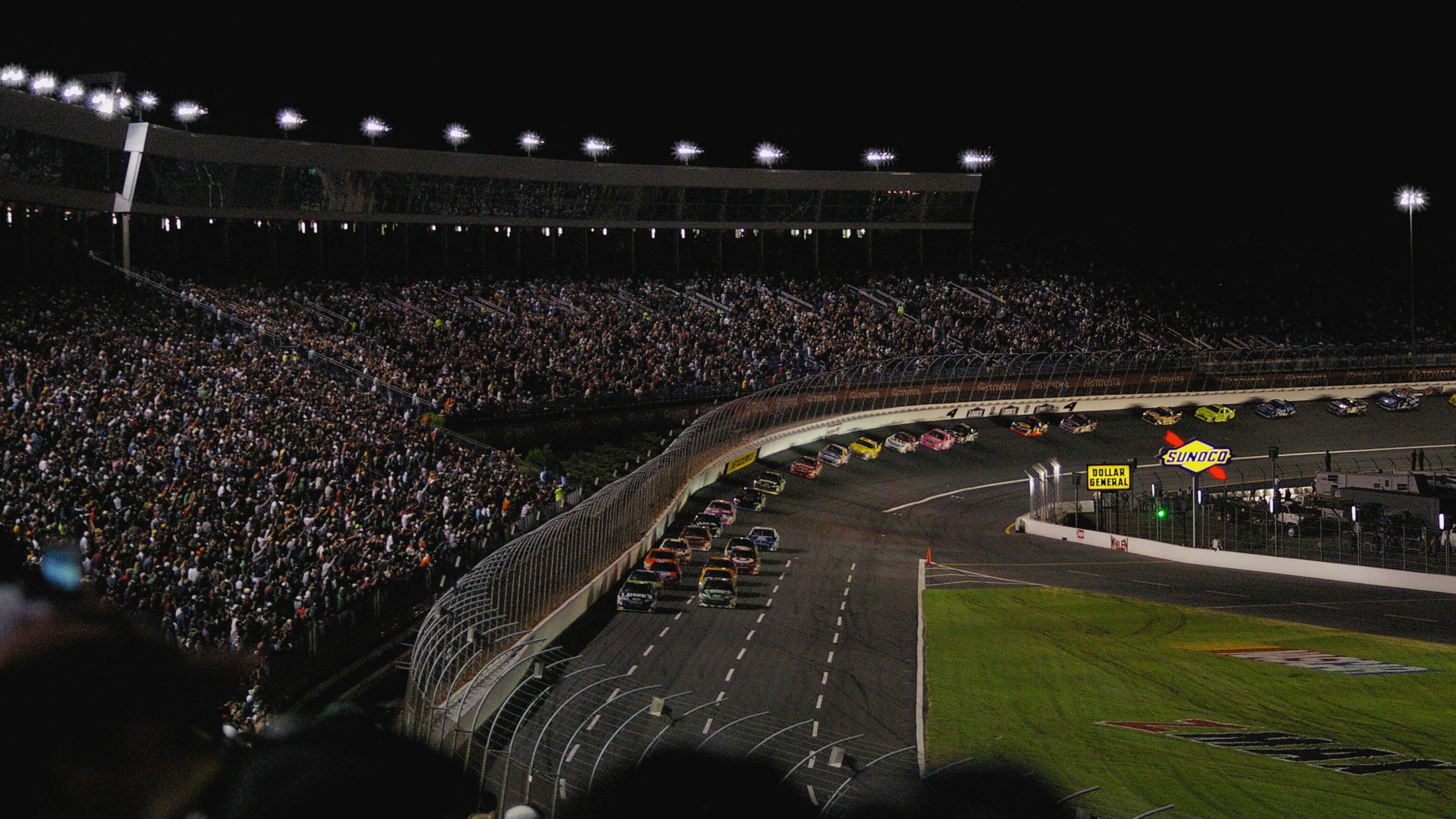
Una gara notturna al Charlotte Motor Speedway

| Anno | Nº  | Gara         | Vincitore       |
| ---- | --- | ------------ | --------------- |
| 2003 | 89  | World 600    | Jimmie Johnson  |
| 2003 | 90  | National 500 | Tony Stewart    |
| 2004 | 91  | World 600    | Jimmie Johnson  |
| 2004 | 92  | National 500 | Jimmie Johnson  |
| 2005 | 93  | World 600    | Jimmie Johnson  |
| 2005 | 94  | National 500 | Jimmie Johnson  |
| 2006 | 95  | World 600    | Kasey Kahne     |
| 2006 | 96  | National 500 | Kasey Kahne     |
| 2007 | 97  | World 600    | Casey Mears     |
| 2007 | 98  | National 500 | Jeff Gordon     |
| 2008 | 99  | World 600    | Kasey Kahne     |
| 2008 | 100 | National 500 | Jeff Burton     |
| 2009 | 101 | World 600    | David Reutimann |
| 2009 | 102 | National 500 | Jimmie Johnson  |
| 2010 | 103 | World 600    | Kurt Busch      |
| 2010 | 104 | National 500 | Jamie McMurray  |
| 2011 | 105 | World 600    | Kevin Harvick   |
| 2011 | 106 | National 500 | Matt Kenseth    |